# RED CLIFF〜心・戦〜
「RED CLIFF〜心・戦〜」（レッドクリフ しん・せん）は、チベット族中国人女性歌手alanの日本における6枚目のシングル。なお、中国でのメジャーデビューCDとなった、中国盤ミニ・アルバム (EP)『心・战 〜RED CLIFF〜』についても本項で記述する。

## 概要
- 中国盤は2008年6月20日に、日本盤は2008年10月15日にavex traxよりリリースされた。DVD付き版あり。
- タワーレコード限定で、初回盤・通常盤共にスリーブパッケージ仕様のものが存在する。こちらもジャケット、収録内容は同じ。
- 「地球を創る5大要素」をテーマされた5ヶ月連続シングルリリース第4弾として、本作のテーマは「火」である。
- リード曲は、『三国志』を題材としたジョン・ウー（呉宇森）監督の映画『レッドクリフ part1』の全世界主題歌である。この映画の全世界主題歌として本人が起用され、中国語版（「心・戦〜RED CLIFF〜」）と日本語版（「RED CLIFF〜心・戦〜」）が制作された。日本では字幕版に「心・戦〜RED CLIFF〜」、日本語吹き替え版に「RED CLIFF〜心・戦〜」が使用される。なお、字幕版で流れる日本語歌詞は、CDの歌詞カードにも載っていない。
- 日本に先がけて『レッドクリフ』が公開された中国大陸では、ミニ・アルバム (EP) でリリースされ、インターネット配信を除くと、alanはこのCDで中国でのメジャーデビューを果たしている。
- カップリング曲には、デビューシングル「明日への讃歌」のオーケストラ・バージョンが新録音で収録されている。
- この曲をロックアレンジしたヴァージョンがゲーム『真・三國無双』のCMソングに起用されているが、CD化されておらず、音楽配信でのみ購入できる。
- 中国版に入っている「一个」は「ひとつ」の中国語版、「三生石三生路」は「明日への讃歌」に収録されている「桜モダン」の中国語版、「迷失的祝福」は「ひとつ」に収録されている「東京未明」の中国語版である。
- 第28回香港電影金像奨 (Hong Kong Film Awards) の Best Original Film Song にノミネートされた[1]。

## 収録曲

### 中国版CD
1. 心・战 〜RED CLIFF〜
作詞: 李焯雄, 作曲: 岩代太郎, 編曲: 中野雄太
  - 「シン・ヂァン」と読む。日本語版：RED CLIFF〜心・戦〜
2. 一个
作詞: 林明陽, 作曲: 菊池一仁, 編曲: 中野雄太
  - 「イー・グゥー」と読む。日本語版：ひとつ
3. 三生石 三生路
作詞: 陳立志, 作曲: 菊池一仁, 編曲: tasuku
  - 「サァン・シァン・ダァン・サァン・シァン・ルゥー」と読む。日本語版：桜モダン
  - avexの発表タイトルには、「三生世 三生路」という表記も混在している。
4. 迷失的祝福
作詞: 崔恕, 作曲: 菊池一仁, 編曲: Kyoda Seiichi
  - 「ミィー・シィー・ドゥー・ヂゥー・フゥー」と読む。日本語版：東京未明

### 日本版CD
1. RED CLIFF〜心・戦〜
作詞：松井五郎　作曲：岩代太郎　編曲：中野雄太
東宝東和、エイベックス・エンタテインメント配給映画『レッドクリフ』主題歌
コーエー『真・三國無双5 Special』TVCF曲
2. 心・戦〜RED CLIFF〜
作詞：李焯雄　作曲：岩代太郎　編曲：中野雄太
「RED CLIFF〜心・戦〜」の中国語版
3. 明日への讃歌 〜Orchestra Version〜
作詞：野島伸司  作曲：菊池一仁
4. RED CLIFF〜心・戦〜 (Instrumental)
5. 明日への讃歌 〜Orchestra Version〜 (Instrumental)

### DVD
1. RED CLIFF〜心・戦〜 (Music Clip)
2. Bonus Movie

## 参照
1. ↑  第二十八屆香港電影金像獎得獎名單